# Château de Näsi
Le château de Näsi (finnois : Näsilinna) ou Milavida est un édifice situé dans le quartier de Finlayson à Tampere en Finlande.
De nos jours, il héberge le musée Milavida.

## Histoire
L'édifice nommé Milavida est construit en 1898 pour Peter von Nottbeck, le fils de Wilhelm von Nottbeck.
Le bâtiment est conçu par Karl August Wrede.
L’étymologie du nom est inconnue. 
La famille n'habitera pas longtemps Milavida, les enfants y habiteront quelques années. 
En octobre 1898, Olga von Nottbeck, l'épouse de Peter von Nottbeck, meurt en donnant naissance à des jumeaux à Baden-Baden et six mois plus tard Peter meurt à la suiet d'une opération chirurgicale dans un hôpital parisien.
Chargé de la tutelle des enfants, Edvard von Nottbeck vend le château à la ville de Tampere en 1905.

## Näsilinna
La ville renomme l'édifice Näsilinna et y ouvre en 1908 le Musée du Häme (fi), dont le premier directeur Gabriel Engberg habite le château. 
Pendant la guerre civile finlandaise en 1918 Näsilinna est le quartier général des Gardes rouges et il est très endommagé.
Durant la bataille de Tampere, le Näsilinna change trois fois de propriétaire les 3 et 4. avril.
Environ 4000 tirs atteignent le bâtiment. 
Pendant la Seconde Guerre mondiale le château est habité par des troupes de lutte antiaérienne est des gardes de la voie ferrée Tampere–Pori.
De 1908 à 1997, le château habite le Musée du Häme. 
À partir de 1998, le bâtiment reste fermé 17 années en attente de restauration,.
De 2013 à 2015, Näsilinna est restauré. 
Le rez-de-chaussée retrouve son aspect d'origine et on y installe un restaurant, un café et l'accueil du musée. 
Le premier étage garde la distribution des pièces d’origine et sert d'espace d'exposition du musée.